# Liste der Gebietsänderungen in Thüringen 2024
Die Liste der Gebietsänderungen in Thüringen 2024 enthält Änderungen an Gemeindegebieten des Landes Thüringen in der Zeit vom 1. Januar 2024 bis zum 31. Dezember 2024. Dazu zählen unter anderem Zusammenschlüsse und Trennungen von Gemeinden, Eingliederungen von Gemeinden in eine andere, Änderungen des Gemeindenamens und Umgliederungen von Teilen einer Gemeinde in eine andere.

## Legende
- Datum: juristisches Wirkungsdatum der Gebietsänderung
- Gemeinde vor der Änderung: Gemeinde vor der Gebietsänderung
- Maßnahme: Art der Gebietsänderung
- Gemeinde nach der Änderung: Gemeinde nach der Gebietsänderung
- Landkreis: Landkreis der Gemeinde nach der Gebietsänderung

Die Sortierung erfolgt chronologisch: Datum, kreisfreie Städte, Landkreise, aufnehmende oder neu gebildete Gemeinde. Heute noch bestehende Gemeinden sind farbig unterlegt.

## Gemeinden und Landkreise
| Datum      | Gemeinde vor der Änderung                                                                                         | Maßnahme        | Gemeinde nach der Änderung | Landkreis              |
| ---------- | --- | --------------- | -------------------------- | ---------------------- |
| 01.01.2024 | Birkenfelde Eichstruth Lenterode Lutter Mackenrode Röhrig Schönhagen Steinheuterode Thalwenden Uder Wüstheuterode | Zusammenschluss | Uder                       | Eichsfeld              |
| 01.01.2024 | Glasehausen Hohes Kreuz                                                                                           | Eingliederung   | Heilbad Heiligenstadt      | Eichsfeld              |
| 01.01.2024 | Rodeberg | Auflösung       | –                          | Unstrut-Hainich-Kreis  |
| 01.01.2024 | Rodeberg, Struth                                                                                                  | Umgliederung    | Dingelstädt                | Eichsfeld              |
| 01.01.2024 | Rodeberg, Eigenrieden                                                                                             | Umgliederung    | Mühlhausen/Thüringen       | Unstrut-Hainich-Kreis  |
| 01.01.2024 | Herrenhof | Eingliederung   | Georgenthal                | Gotha                  |
| 01.01.2024 | Berga/Elster Wünschendorf/Elster                                                                                  | Zusammenschluss | Berga-Wünschendorf         | Greiz                  |
| 01.01.2024 | Sülzfeld | Eingliederung   | Meiningen                  | Schmalkalden-Meiningen |
| 01.01.2024 | Schönstedt | Eingliederung   | Unstrut-Hainich            | Unstrut-Hainich-Kreis  |
| 01.01.2024 | Frankenroda | Eingliederung   | Amt Creuzburg              | Wartburgkreis          |
| 01.01.2024 | Hallungen | Eingliederung   | Südeichsfeld               | Unstrut-Hainich-Kreis  |